# Xocourt
Xocourt é uma comuna francesa na região administrativa de Grande Leste, no departamento de Mosela. Estende-se por uma área de 4,88 km². Em 2010 a comuna tinha 97 habitantes (densidade: 19,9 hab./km²).